# La Cluse-et-Mijoux
Pour les articles homonymes, voir La Cluse (homonymie).
Ne doit pas être confondu avec Mijoux.
La Cluse-et-Mijoux est une commune française située dans le département du Doubs, la région culturelle et historique de Franche-Comté et la région administrative Bourgogne-Franche-Comté.
Ses habitants se nomment les Clusiens et Clusiennes.

## Géographie
C'est dans un site tourmenté mais célèbre du massif du Jura plissé qu'est implantée la communauté, sur une des rares voies de passage transversales en direction de la Suisse. Ce passage relativement aisé est dû à une grande faille méridienne, d'âge oligocène, qui recoupe les plis - décentré l'un par rapport à l'autre - du Laveron et du Larmont. La Cluse-et-Mijoux est traversée par beaucoup de voitures qui passent par la RN 57.

### Climat
Pour des articles plus généraux, voir Climat de la Bourgogne-Franche-Comté et Climat du Doubs.
En 2010, le climat de la commune est de type climat de montagne, selon une étude du Centre national de la recherche scientifique s'appuyant sur une série de données couvrant la période 1971-2000. En 2020, Météo-France publie une typologie des climats de la France métropolitaine dans laquelle la commune est exposée à un climat de montagne ou de marges de montagne et est dans la région climatique  Jura, caractérisée par une forte pluviométrie en toutes saisons (1 000 à 1 500 mm/an), des hivers rigoureux et un ensoleillement médiocre.
Pour la période 1971-2000, la température annuelle moyenne est de 7,3 °C, avec une amplitude thermique annuelle de 16,6 °C. Le cumul annuel moyen de précipitations est de 1 631 mm, avec 13,2 jours de précipitations en janvier et 11,5 jours en juillet. Pour la période 1991-2020, la température moyenne annuelle observée sur la station météorologique de Météo-France la plus proche, « Pontarlier », sur la commune de Pontarlier à 4 km à vol d'oiseau, est de 8,8 °C et le cumul annuel moyen de précipitations est de 1 463,6 mm. 
La température maximale relevée sur cette station est de 38 °C, atteinte le 25 juillet 2019 ; la température minimale est de −32 °C, atteinte le 12 janvier 1987,,.
Les paramètres climatiques de la commune ont été estimés pour le milieu du siècle (2041-2070) selon différents scénarios d'émission de gaz à effet de serre à partir des nouvelles projections climatiques de référence DRIAS-2020. Ils sont consultables sur un site dédié publié par Météo-France en novembre 2022.

## Urbanisme

### Typologie
Au 1er janvier 2024, La Cluse-et-Mijoux est catégorisée bourg rural, selon la nouvelle grille communale de densité à 7 niveaux définie par l'Insee en 2022.
Elle est située hors unité urbaine. Par ailleurs la commune fait partie de l'aire d'attraction de Pontarlier, dont elle est une commune de la couronne,. Cette aire, qui regroupe 54 communes, est catégorisée dans les aires de moins de 50 000 habitants,.

### Occupation des sols
L'occupation des sols de la commune, telle qu'elle ressort de la base de données européenne d’occupation biophysique des sols Corine Land Cover (CLC), est marquée par l'importance des forêts et milieux semi-naturels (48,5 % en 2018), en diminution par rapport à 1990 (54 %). La répartition détaillée en 2018 est la suivante : 
forêts (44,8 %), prairies (21,3 %), zones agricoles hétérogènes (16,6 %), zones humides intérieures (8,5 %), zones urbanisées (4,2 %), milieux à végétation arbustive et/ou herbacée (3,7 %), terres arables (0,6 %), zones industrielles ou commerciales et réseaux de communication (0,3 %). L'évolution de l’occupation des sols de la commune et de ses infrastructures peut être observée sur les différentes représentations cartographiques du territoire : la carte de Cassini (XVIIIe siècle), la carte d'état-major (1820-1866) et les cartes ou photos aériennes de l'IGN pour la période actuelle (1950 à aujourd'hui).

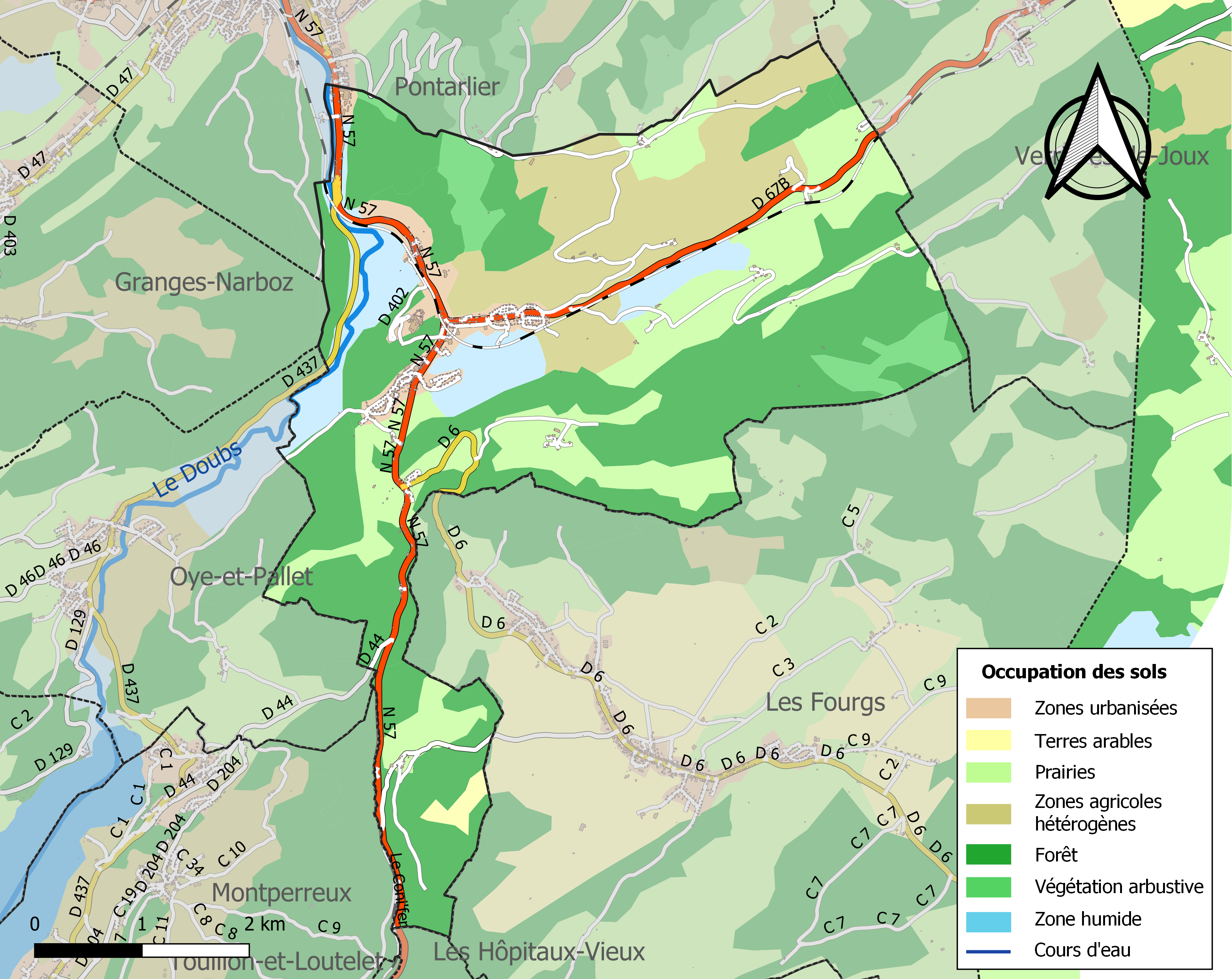
Carte des infrastructures et de l'occupation des sols de la commune en 2018 (CLC).

## Histoire
La Cluse-et-Mijoux résulte de la fusion, entre 1790 et 1794, des communes originelles de La Cluse et de Mijoux.
C'est au fort de Joux, que mourut le général de division Toussaint Louverture, le 7 avril 1803.

## Politique et administration
| Période                                  | Période   | Identité      | Étiquette | Qualité     |
| ---------------------------------------- | --------- | ------------- | --------- | ----------- |
| mars 2001                                | mars 2008 | Rémy Gros     |           |             |
| mars 2008                                | En cours  | Yves Louvrier | DVD       | Agriculteur |
| Les données manquantes sont à compléter. |           |               |           |             |

## Démographie
L'évolution du nombre d'habitants est connue à travers les recensements de la population effectués dans la commune depuis 1793. Pour les communes de moins de 10 000 habitants, une enquête de recensement portant sur toute la population est réalisée tous les cinq ans, les populations de référence des années intermédiaires étant quant à elles estimées par interpolation ou extrapolation. Pour la commune, le premier recensement exhaustif entrant dans le cadre du nouveau dispositif a été réalisé en 2007.

En 2022, la commune comptait 1 317 habitants, en évolution de +0,38 % par rapport à 2016 (Doubs : +1,88 %, France hors Mayotte : +2,11 %).
| 1793 | 1800 | 1806 | 1821 | 1831 | 1836 | 1841  | 1846  | 1851  |
| ---- | ---- | ---- | ---- | ---- | ---- | ----- | ----- | ----- |
| 891  | 842  | 903  | 860  | 951  | 990  | 1 061 | 1 017 | 1 105 |

| 1856  | 1861  | 1866 | 1872  | 1876 | 1881 | 1886 | 1891 | 1896 |
| ----- | ----- | ---- | ----- | ---- | ---- | ---- | ---- | ---- |
| 1 104 | 1 044 | 985  | 1 010 | 975  | 905  | 918  | 904  | 920  |

| 1901 | 1906 | 1911 | 1921 | 1926 | 1931 | 1936 | 1946 | 1954 |
| ---- | ---- | ---- | ---- | ---- | ---- | ---- | ---- | ---- |
| 913  | 995  | 987  | 699  | 801  | 766  | 831  | 746  | 842  |

| 1962 | 1968 | 1975 | 1982 | 1990  | 1999  | 2006  | 2007  | 2012  |
| ---- | ---- | ---- | ---- | ----- | ----- | ----- | ----- | ----- |
| 868  | 877  | 902  | 911  | 1 067 | 1 122 | 1 158 | 1 163 | 1 241 |

| 2017  | 2022  | - | - | - | - | - | - | - |
| ----- | ----- | - | - | - | - | - | - | - |
| 1 307 | 1 317 | - | - | - | - | - | - | - |

## Économie
La distillerie d'absinthe Les Fils d'Émile Pernot a son siège sur la commune.

## Culture locale et patrimoine

### Lieux et monuments
- Le fort de Joux se situe à l'entrée de la cluse de Pontarlier. À l'origine, c'est un château médiéval. Il a été construit en 1034. Vers la fin du XVe siècle, sous l'impulsion des Bourguignons, il subit de nombreuses transformations pour servir de fort. Il fut aussi remanié sous Vauban (fin XVIIe siècle) et enfin par Joffre (fin XIXe siècle).  Classé MH (1996).
- Le fort Malher du Larmont inférieur, qui fait face au fort de Joux, de l'autre côté de la cluse,  Classé MH (2014).
- Le monument aux morts, réalisé par Georges Laëthier, situé au lieu-dit « le Frambourg », au bord de la RN 57, inauguré le 11 novembre 1923,  Inscrit MH (2022)[19].
- L'église Saint-Pierre, entourée du cimetière, située entre la mairie et l'école.
- La chapelle Saint-Léger[20], de 1701, située au lieu-dit la Cluse, au bord de la RN 57.
- La chapelle Saint-Claude[21], située à Mijoux, recensée dans la base Mérimée lors du récolement de 1978[22].
- La chapelle de l'Assomption[23], située à Monpetot, recensée dans la base Mérimée lors du récolement de 1978[24].
- La mairie.
- Six casemates, du secteur fortifié du Jura de la ligne Maginot[25] :
  - La casemate double d'infanterie pour canon antichar et mitrailleuse Hotchkiss modèle 1914, appelée « Les Brenets », située au lieu-dit « Les Brenets ».
  - La B28 : casemate double d'infanterie, appelée « Huets », située au bord de la RD 67B.
  - La B30 : casemate d'infanterie pour canon, appelée « Frambourg Ouest », située au lieu-dit « Les Sedelles ».
  - La B31 : casemate pour infanterie, appelée « La Tuilerie » , située au lieu-dit « Le Petit Bois ».
  - Deux autres casemates ne sont plus visibles, détruites et/ou enfouies : La B29 : casemate d'infanterie pour canon, appelée « Frambourg Est », située au 34 rue Val du Fort et la casemate de la scierie de Pierrefranche, située au bord de la RN 57.

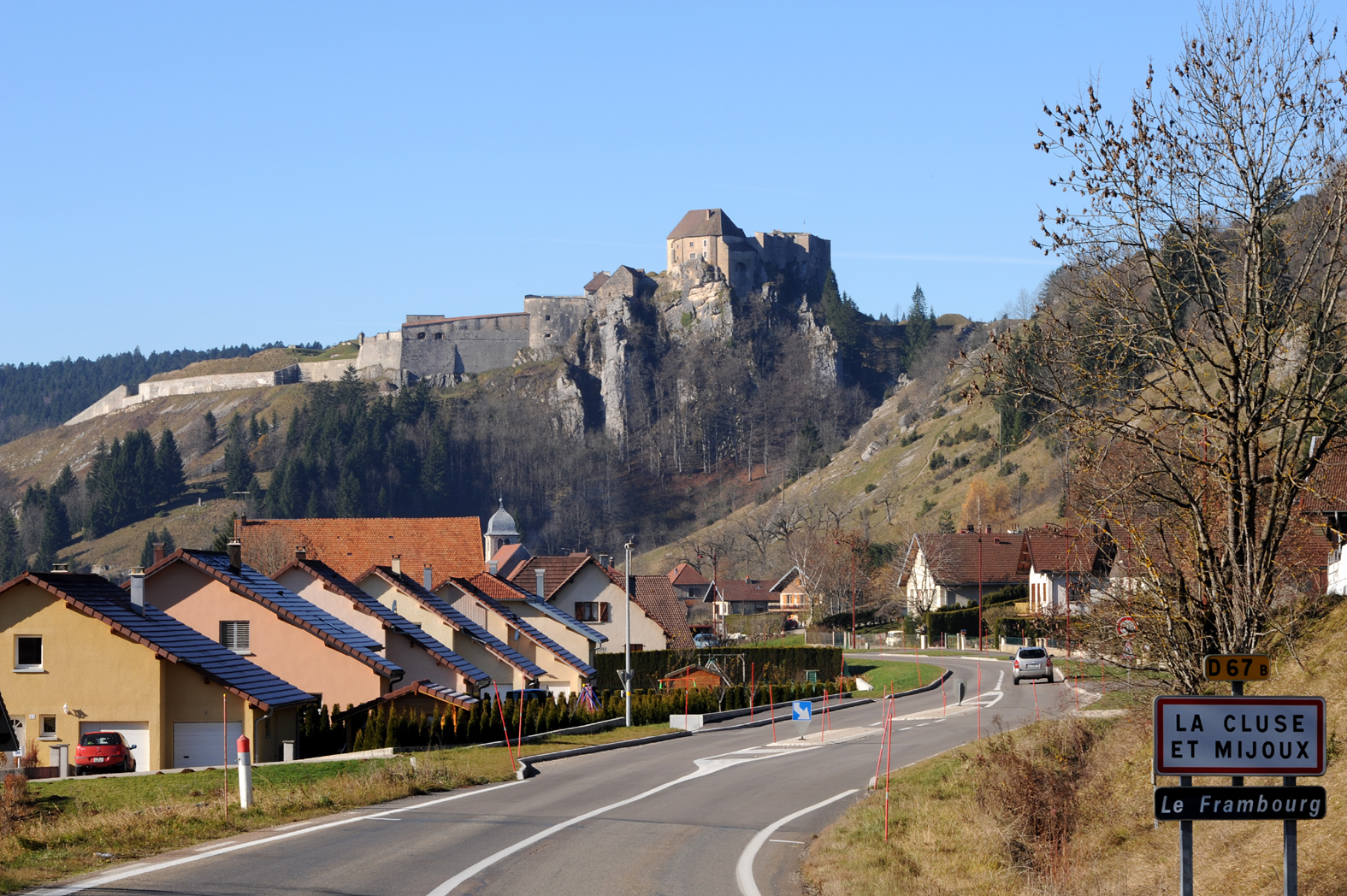
Le village côté est.
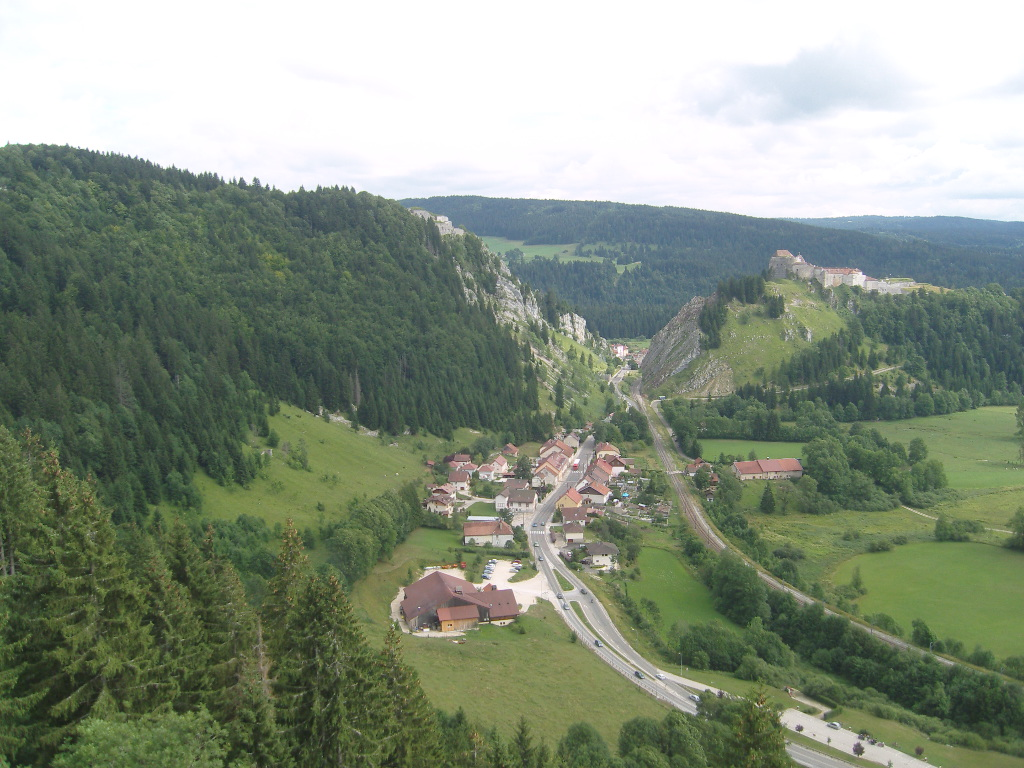
Le village côté nord.
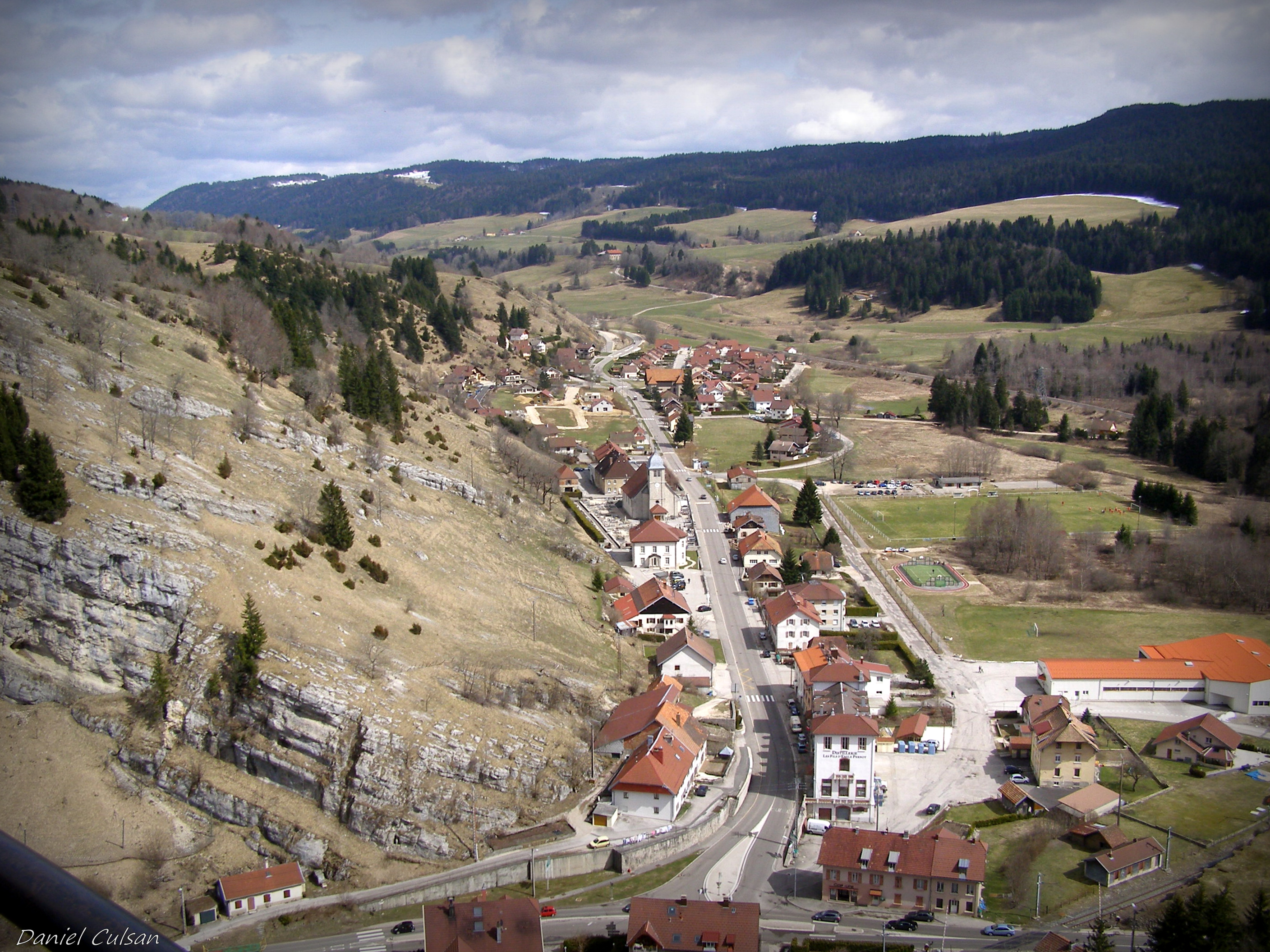
La Cluse-et-Mijoux vue du fort de Joux.
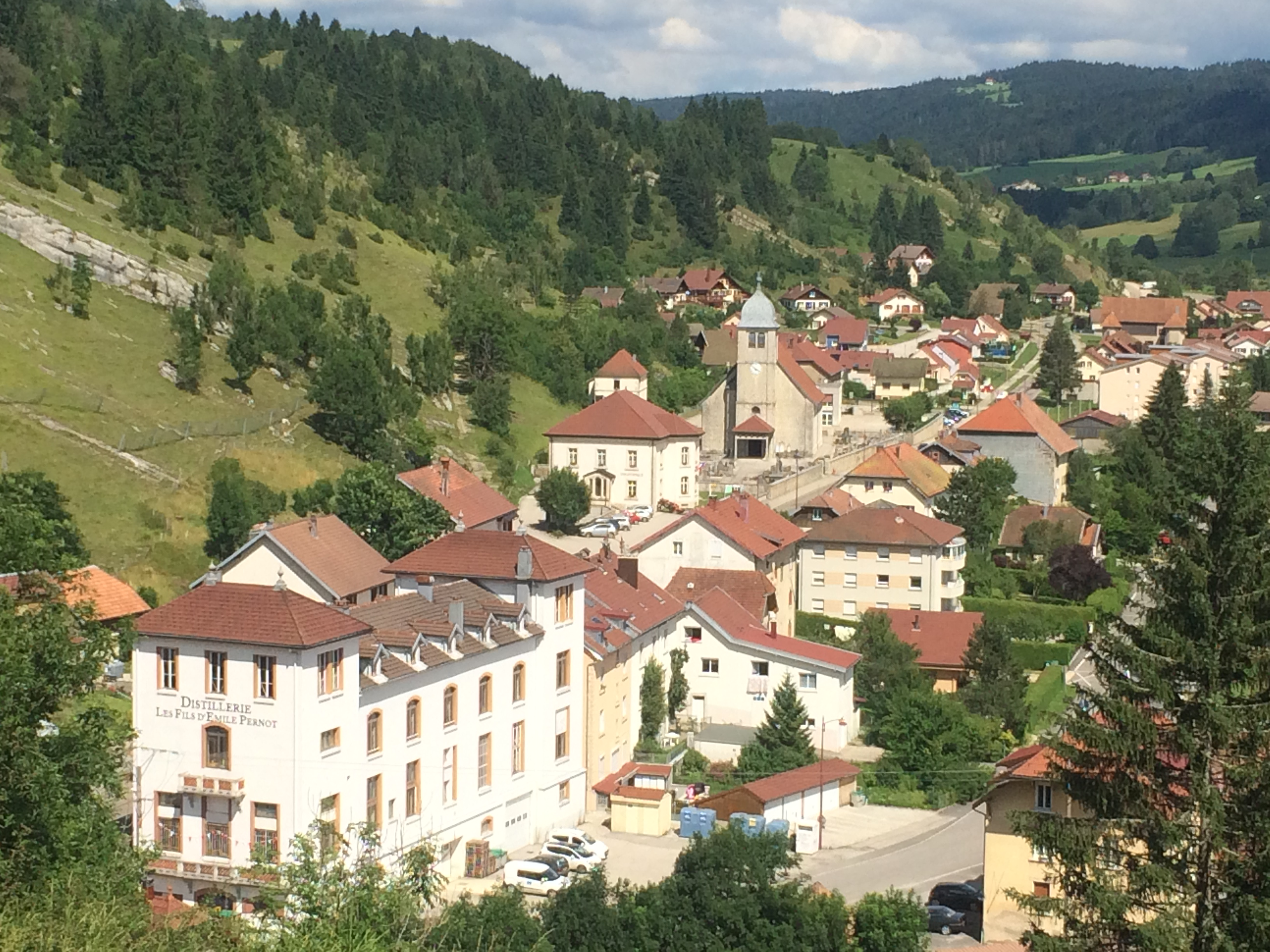
Le village vu en plongée
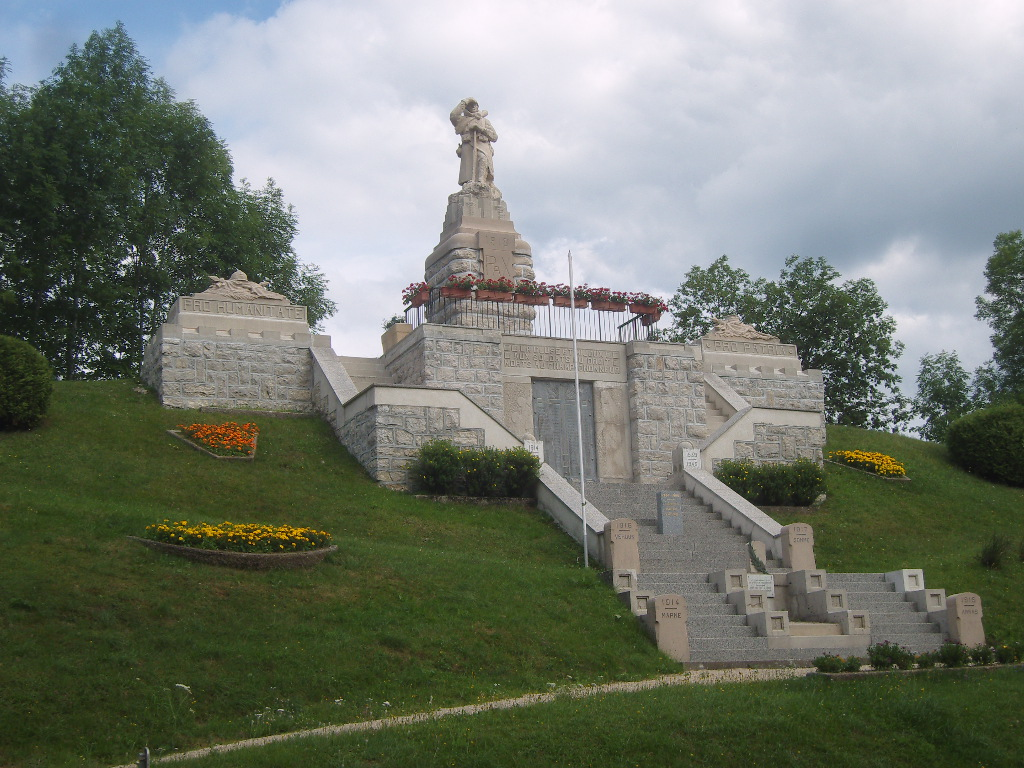
Monument aux morts.

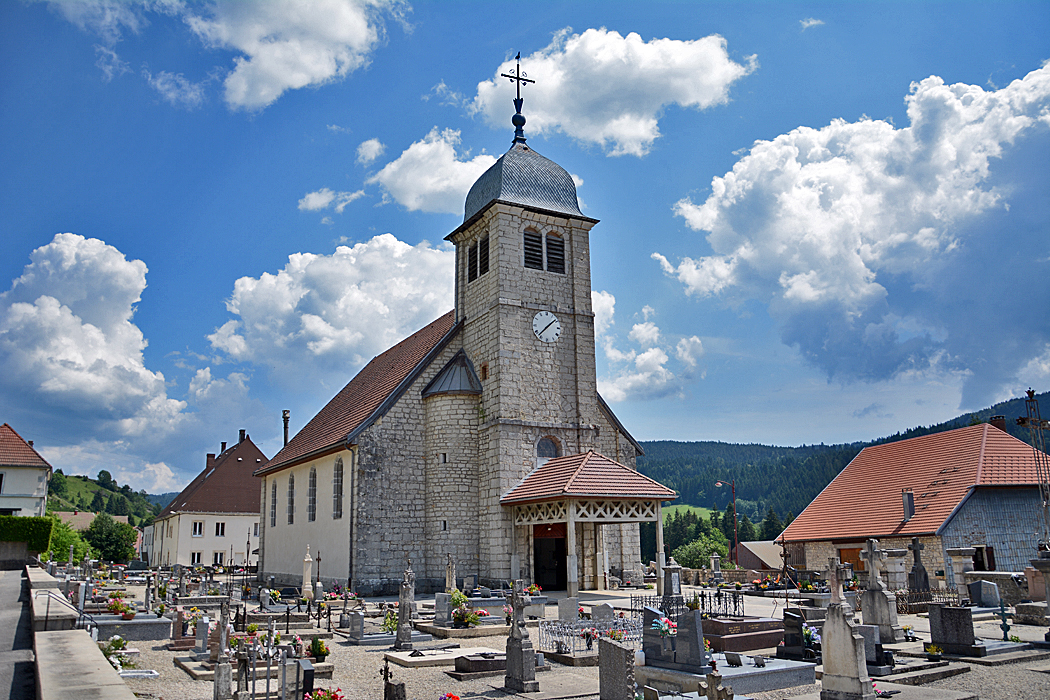
Église Saint-Pierre.
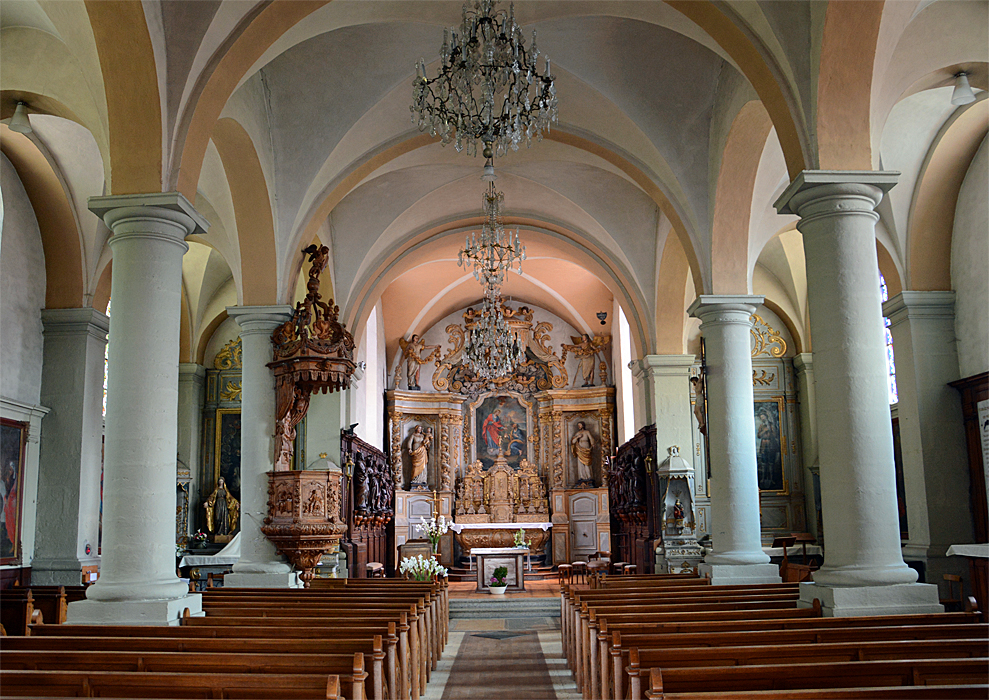
Intérieur de l'église.
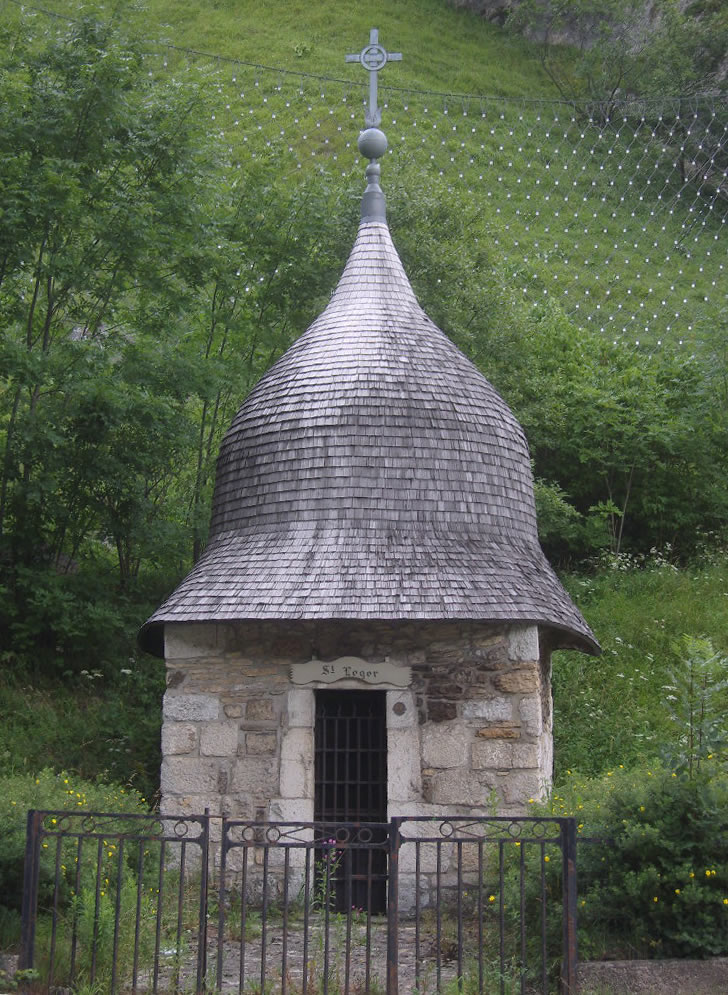
Chapelle Saint-Léger.
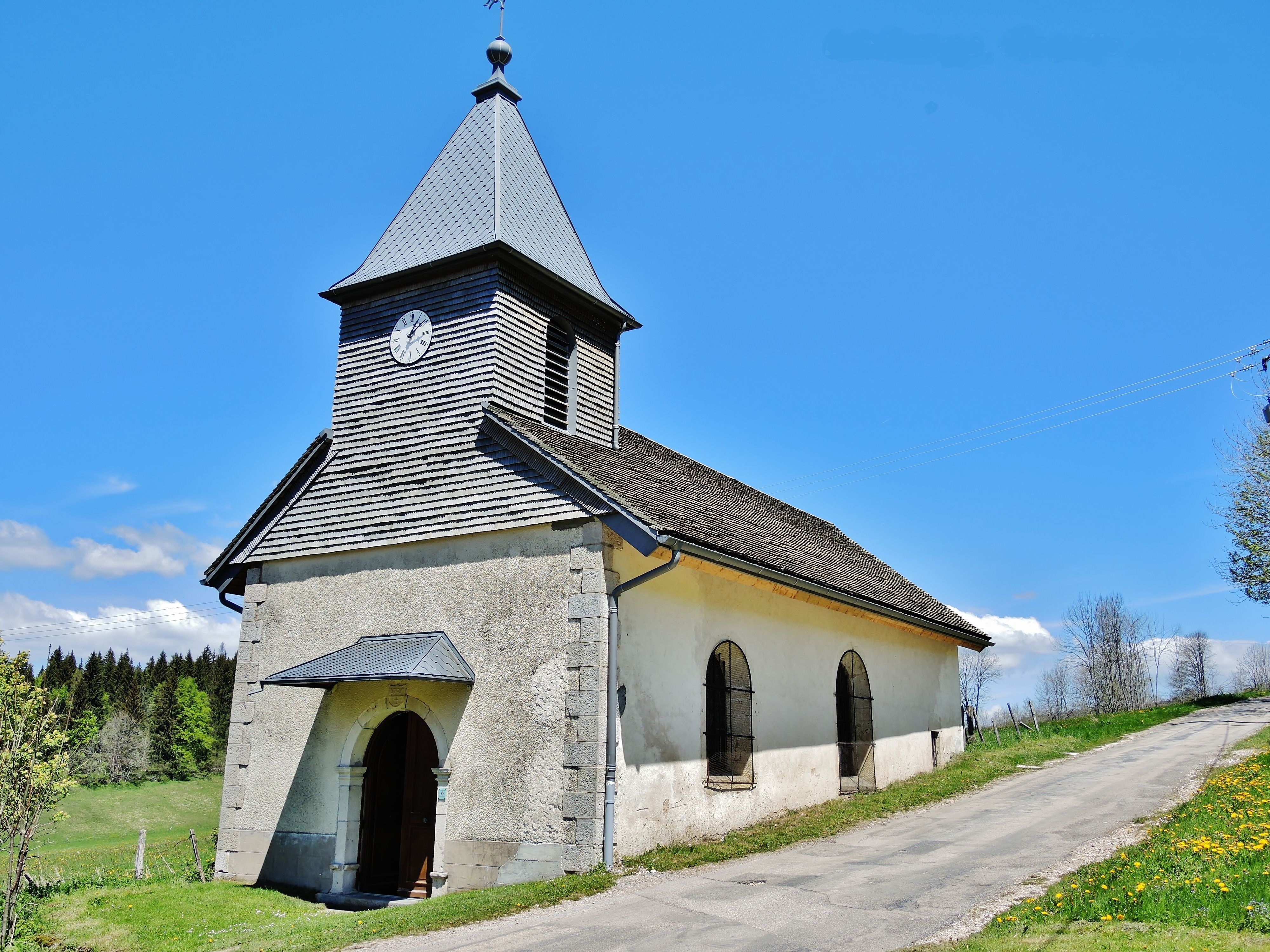
Chapelle Saint-Claude.
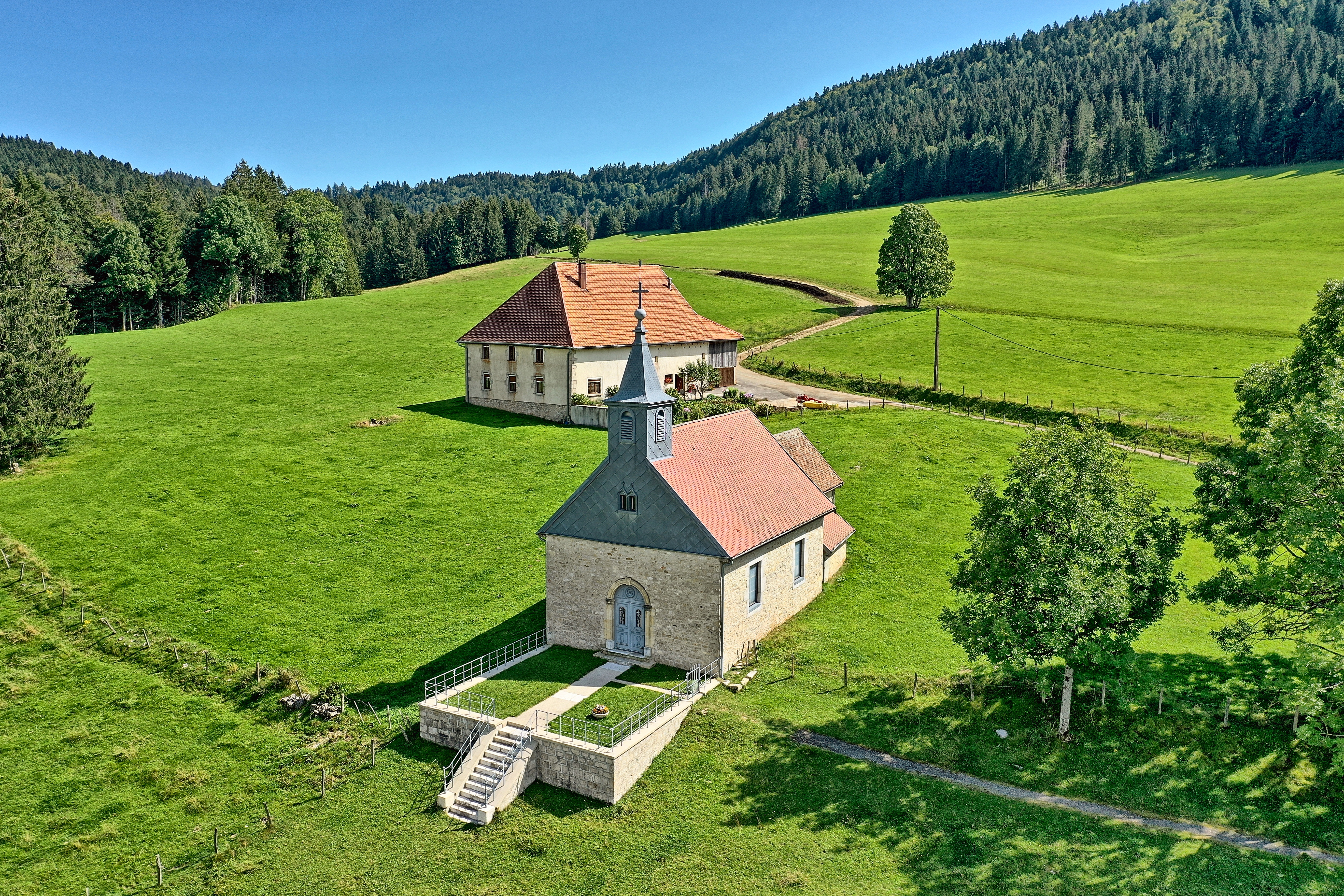
Chapelle de l'Assomption.

### Personnalités liées à la commune
- Toussaint Louverture.
- Honoré-Gabriel Riqueti de Mirabeau

### Héraldique
| Blason de Cluse-et-Mijoux (La) | Blason  | D'azur fretté d'or.                              |
| Blason de Cluse-et-Mijoux (La) | Détails | Le statut officiel du blason reste à déterminer. |